# José Codina Torrás
José Codina Torrás (Barcelona 190? - Barcelona 196?) fue un editor y fotógrafo conocido sobre todo por la publicación de la colección "Rellev" de vistas estereoscópicas de España desde 1929 hasta aproximadamente 1950.

## Biografía
Probablemente nació en Barcelona en torno a 1900. En su profesión de fotógrafo y editor tuvo diversas localizaciones en el barrio barcelonés de Gracia, primero en el Paseo San Juan 165-1º, después en la calle Córcega nº 437 principal 2ª y a partir de 1936 en Provenza nº 323 principal-2.
Algunas fotografías del personaje (del Arxiu del distrito de Gracia) de los años 1957 y 1960 le relacionan con el Barrio y con la organización ciudadana de sus festejos.

## Colección "Rellev"
El proyecto que emprende en 1929 editando vistas estereoscópicas, comienza con las fotografías que él mismo realiza de las exposiciones “Iberoamericana de Sevilla” e “Internacional de Barcelona“, con un éxito de ventas que le lleva a continuar y así va ampliando su colección de “Vistas estereoscópicas de España” durante toda la década de 1930, llegando hasa las 175 colecciones de 15 cartulinas cada una, en 1941.
El formato adoptado fue el tamaño mayor 6×13 del estándar Verascope de Jules Richard, y aunque comenzó editando también sobre vidrio, pronto se limitó al soporte papel+gelatina de plata, ampliando en 1935 con otras series de vistas monoscópicas para proyectar en película de 35 mm, para lo cual ofertaba así mismo el aparato proyector. 
En su catálogo están representadas la mayor parte de las ciudades españolas, aún con una mayor presencia de paisajes catalanes. Pero no sólo ciudades sino también lugares emblemáticos, parajes naturales o monumentales como la Ciudad Encantada de Cuenca o las series dedicadas a castillos o monasterios.
En sus primeras series aparece el nombre de algunos fotógrafos que colaboraron, él mismo firma las primeras series de Barcelona, Montserrat, Gerona, Costa Brava, Madrid, Aranjuez o Toledo, y encontramos también los nombres de Joan Nonell, fotógrafo profesional, en las fotografías de Ávila, Granada, Burgos, Mallorca, Tarragona… junto con otros dos colaboradores J. M. Deulofeu o el Dr. Sambola que son fotógrafos amateurs ya que el primero puede ser el escritor José María Deulofeu y el segundo fue un notable médico psiquiatra.

## Ver su obra
Institut Cartogràfic i Geològic de Catalunya (ICGC), Cartoteca Digital. Vistes estereoscòpiques (1920-1930). Este archivo combina las colecciones del “Turismo Práctico” y la “Serie de vistas estereoscópicas de España”, con las transcripciones de los textos. 
El Servei de Gestió Documental, Arxius i Publicacions del Ayuntamiento de Girona, conserva una colección completa de la “Serie de vistas estereoscópicas de España” de Rellev, reproducidas en su web. Disponibles en: 
- Datos: Q70870390
- Multimedia: José Codina Torrás / Q70870390